# Чотири нерозлучні таргани та цвіркунець
«Чотири нерозлучні таргани та цвіркунець» — анімаційний фільм 1975 року Творчого об'єднання художньої мультиплікації студії Київнаукфільм, режисер — Володимир Гончаров.

## Над мультфільмом працювали
- Режисер: Володимир Гончаров
- Автор сценарію: Юрій Батицький
- Композитор:
- Художник-постановник:
- Оператор: Анатолій Гаврилов
- Звукорежисер: